# Ōyama Sutematsu

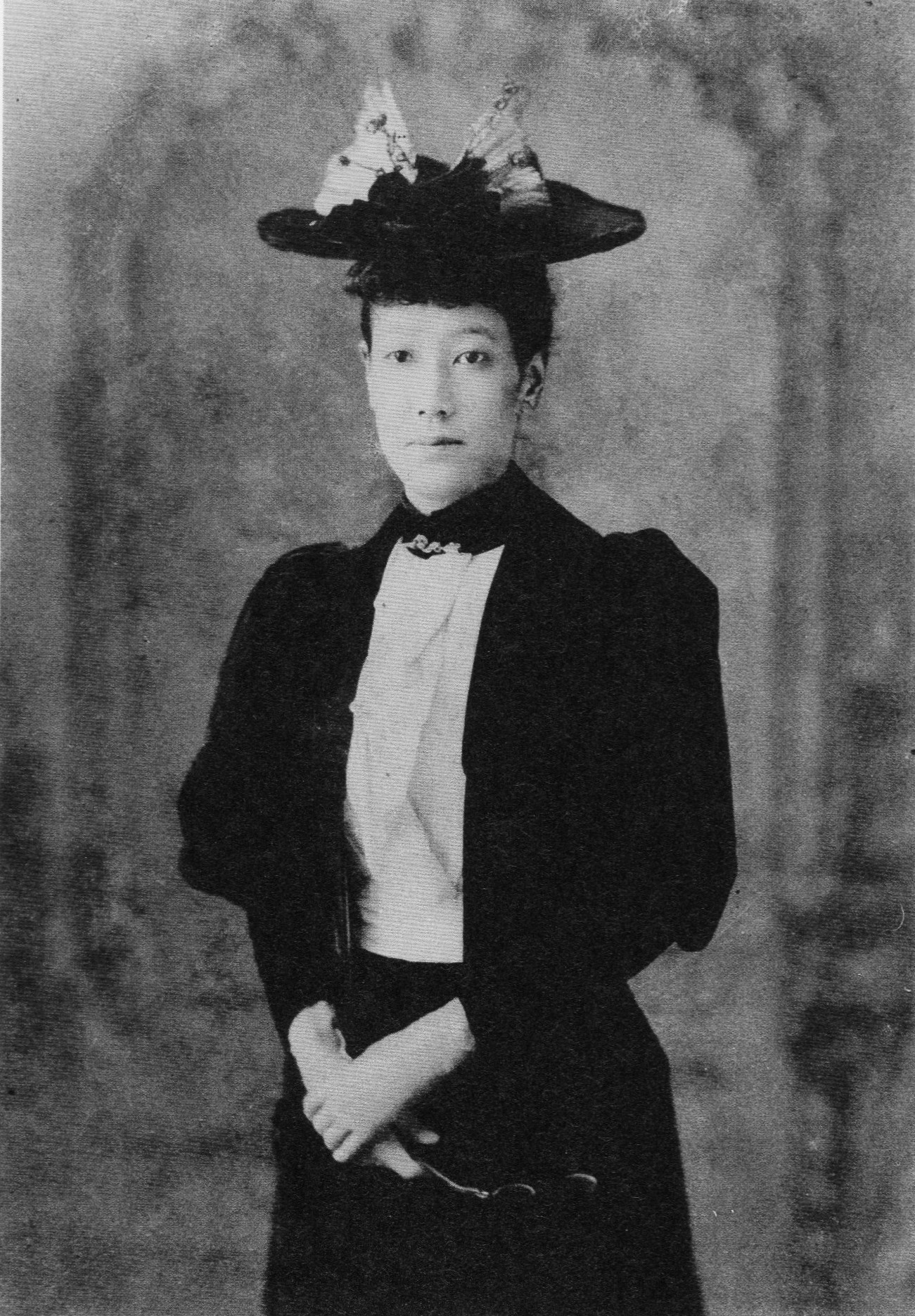
Markgräfin Ōyama Sutematsu im Jahr 1903

Fürstin Ōyama Sutematsu (japanisch 大山 捨松, geboren 24. Februar 1860 als Yamakawa Sakiko (山川 咲子) in Aizu; gestorben 18. Februar 1919 in Tokio) war eine prominente Persönlichkeit der Meiji-Zeit und die erste Japanerin, die einen College-Abschluss erhielt. Sie wurde in einen traditionellen Samurai-Haushalt geboren, der das Tokugawa-Shogunat im Boshin-Krieg unterstützte. Als Kind überlebte sie die einen Monat andauernde Belagerung der Burg Aizu-Wakamatsu im Jahr 1868 und lebte daraufhin kurze Zeit als Flüchtling.
1871 war Yamakawa eines von fünf Mädchen, die ausgewählt wurden die Iwakura-Mission nach Amerika zu begleiten und verbrachte zehn Jahre damit eine amerikanische Ausbildung zu erhalten. Zu dieser Zeit änderte sich ihr Name zu Yamakawa Sutematsu (山川 捨松) oder auch Stematz Yamakawa, wenn sie auf Englisch schrieb. Yamakawa lebte im Haushalt von Leonard Bacon in New Haven, Connecticut und freundete sich besonders mit seiner jüngsten Tochter Alice Mabel Bacon an. Sie lernte Englisch und schloss die Hillhouse High School ab, woraufhin sie das Vassar College besuchte als erste nicht Weiße Studentin an dem noch recht jungen Frauencollege. Sie war in der Abschlussklasse von 1882 und erhielt einen Bachelor mit magna cum laude. Nach ihrem Abschluss blieb sie noch einige Monate, um Krankenpflege zu lernen, und kehrte schließlich im Oktober 1882 nach Japan zurück.
Dort suchte Yamakawa zunächst nach Arbeit im Bildungswesen oder der Regierung, jedoch waren ihre Möglichkeiten begrenzt, da sie nicht Japanisch lesen oder schreiben konnte. Im April 1882 nahm sie ein Heiratsangebot von Ōyama Iwao an, einem wohlhabenden und bedeutenden General, obwohl sie während der Belagerung im Boshin-Krieg auf unterschiedlichen Seiten standen. Als ihr Ehemann befördert wurde, erhielt sie den Rang Gräfin (jap. Hakushaku 伯爵), Markgräfin (jap. Kōshaku 侯爵) und schließlich Fürstin (jap. Kōshaku 公爵) im Jahr 1905. Sie war eine prominente Persönlichkeit in der Rokumeikan-Gesellschaft und beriet die Kaiserin in westlichen Gewohnheiten. Sie nutzte ihre soziale Stellung zudem als Philanthropin, um sich für die Bildung von Frauen und in der Krankenpflege einzusetzen. Sie beteiligte sich an der Gründung der Gakushūin, einer Bildungseinrichtung für Frauen aus dem Hochadel und einer Englischschule für Frauen, die später zur Universität Tsuda wurde. Sie starb 1919, als die Spanische Grippe Tokio erreichte.

## Frühes Leben
Yamakawa Sakiko wurde am 24. Februar 1860 in Aizu geboren, einer isolierten, gebirgigen Region in der heutigen Präfektur Fukushima. Sie war die jüngste Tochter von Shigekata (重固), einem Karō des Fürsten von Aizu, und seiner Frau Tōi aus einer anderen Karō-Familie, den Saigō (西郷). Yamakawa hatte fünf Geschwister: drei Schwestern namens Futaba (二葉, 1844–1909), Misao, und Tokiwa sowie zwei Brüder namens Hiroshi (浩, 1845–1898) und Kenjirō (健次郎, 1854–1931).
Yamakawa wurde in einem traditionellen Samuraihaushalt in Aizu-Wakamatsu erzogen, auf einem mehrere tausend Quadratmeter großen Grundstück nahe des Nordtors der Burg Aizu-Wakamatsu. Sie besuchte nicht die Schule, wurde jedoch daheim im Lesen und Schreiben unterrichtet als Teil einer strengen Erziehung in Bildung, Etikette und Gehorsamkeit basierend auf dem neokonfuzianischen Text Onna Daigaku (Höhere Ausbildung für Frauen) aus dem 18. Jahrhundert.

### Belagerung von Aizu

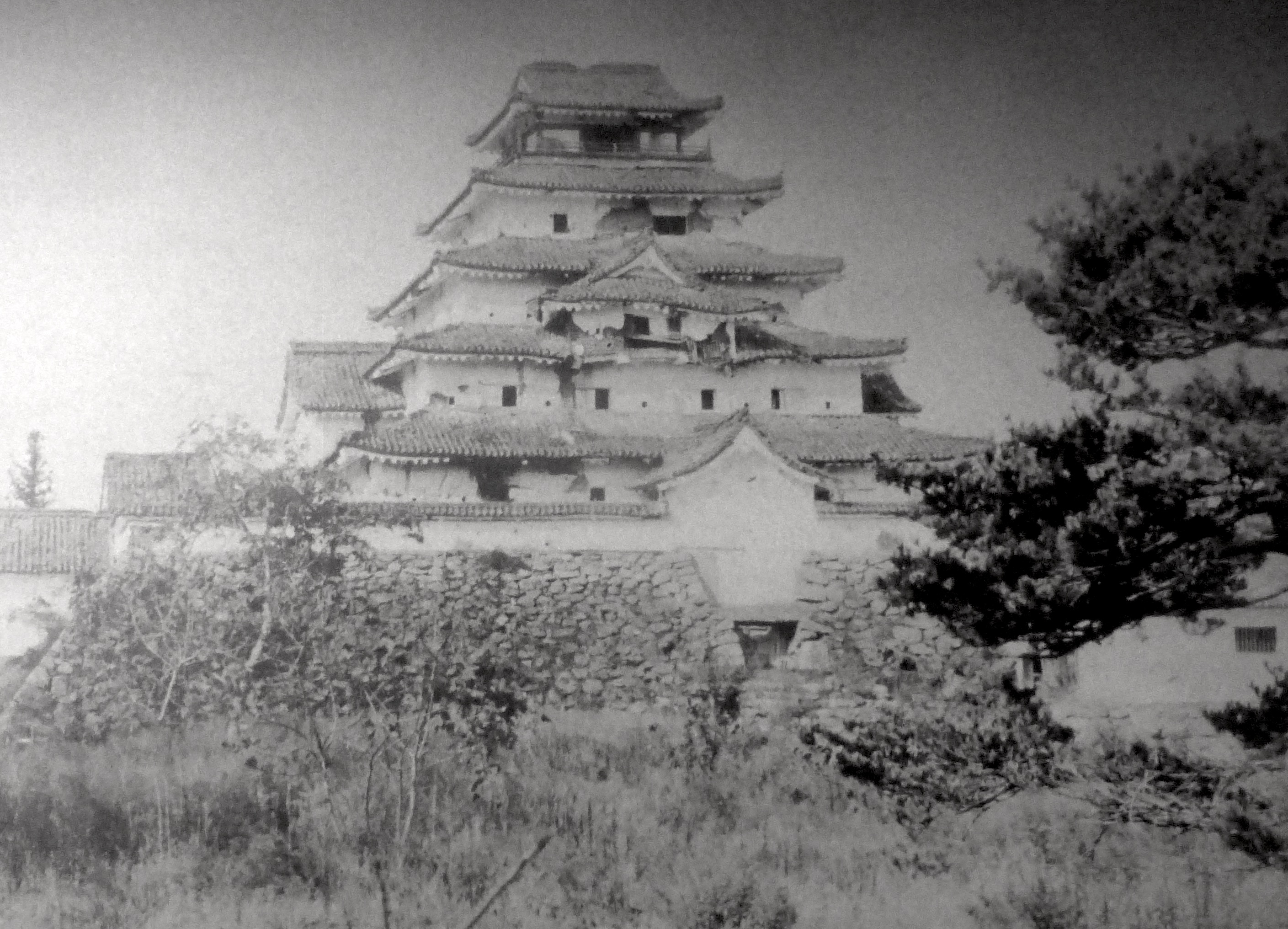
Die durch Artilleriebeschuss stark beschädigte Burg Aizu-Wakamatsu (1868)

Von 1868 bis 1869 befand sich Yamakawas Familie auf der Verliererseite des Boshin-Kriegs. Der Boshin-Krieg war ein Bürgerkrieg gegen Ende des Bakumatsu vor Beginn der Meiji-Restauration, in welchem Anhänger des Tokugawa-Shogunats gegen die kaiserlichen Truppen ankämpften. Der Konflikt erreichte Yamakawas Heimatort mit der Belagerung von Aizu Ende 1868. Am 8. Oktober 1868, als Yamakawa acht Jahre alt war, fielen kaiserliche Truppen ein und brannten ihren Heimatort Wakamatsu nieder. Yamakawa suchte mit ihrer Mutter und ihren Schwestern in den Mauern der Burg Aizu-Wakamatsu Schutz. Einige hundert Menschen aus anderen Samuraifamilien begingen stattdessen rituellen Selbstmord, ein später bekanntes Beispiel für einen Massensuizid. Die Invasion war der Beginn einer einmonatigen Belagerung, die ein Symbol des „heldenhaften und verzweifelten Widerstands“ wurde. Während der Schlacht von Aizu kam es auch zu der bekannten Tragödie, dass die Byakkotai (Weißer Tiger Brigade), eine Gruppe aus Kämpfern im Teenageralter, in dem Glauben, dass die Burg gefallen sei, Seppuku verübte.
Die 600 Frauen und Kinder in der Burg, angeführt von Matsudaira Teru, bildeten Arbeitstrupps, um zu Kochen, zu Putzen und Gewehrpatronen herzustellen, sowie auch um sich um die fast 1500 verwundeten Soldaten zu kümmern. Eine von Yamakawas Schwestern versuchte sich Nakano Takekos heute berühmter Shōshitai (娘子隊, „Frauen-Armee“) anzuschließen, blieb jedoch auf Anordnung ihrer Mutter innerhalb der Burg, um Gewehrpatronen herzustellen. Yamakawa selbst trug mit einem Alter von 8 Jahren Materialien für die Patronenherstellung. Gegen Ende der Belagerung schickte Yamakawas Mutter sie und andere Mädchen los, um als Zeichen des Widerstands Drachen fliegen zu lassen, während die kaiserlichen Truppen die Burg bombardierten. Die Frauen erstickten die Geschosse mit nassem Stoff. Eines explodierte jedoch in ihrer Nähe, verletzte Yamakawa durch ein Schrapnell am Nacken und tötete ihre Schwägerin Toseko.

### Nach der Belagerung
Die Belagerung der Burg endete mit einer Kapitulation am 7. November 1868. Yamakawa wurde in ein nahegelegenes Gefangenenlager gebracht, zusammen mit ihrer Mutter und ihren Schwestern. Dort wurden sie für ein Jahr festgehalten. Im Frühjahr 1870 wurden sie in den neu gegründeten Distrikt Tonami verbannt, der heute Teil der Präfektur Toyama ist. Die dorthin verbannten 17.000 Flüchtlinge hatten keine Erfahrungen in der Landwirtschaft, sodass im Winter Nahrungsmangel herrschte und der Hungertod drohte. Zudem gab es nicht ausreichend Unterkünfte und Feuerholz. Yamakawa, nun 11 Jahre alt, streute Dünger aus menschlichen Exkrementen auf die Felder und suchte nach Muscheln.
Im Frühling des Jahres 1871 wurde Yamakawa ohne ihre Familie nach Hakodate gesendet, wo sie bei Takuma Sawabe (沢辺琢磨) und anschließend bei französischen Missionaren unterkam.

## Ausbildung in Amerika

### Abreise mit der Iwakura-Mission

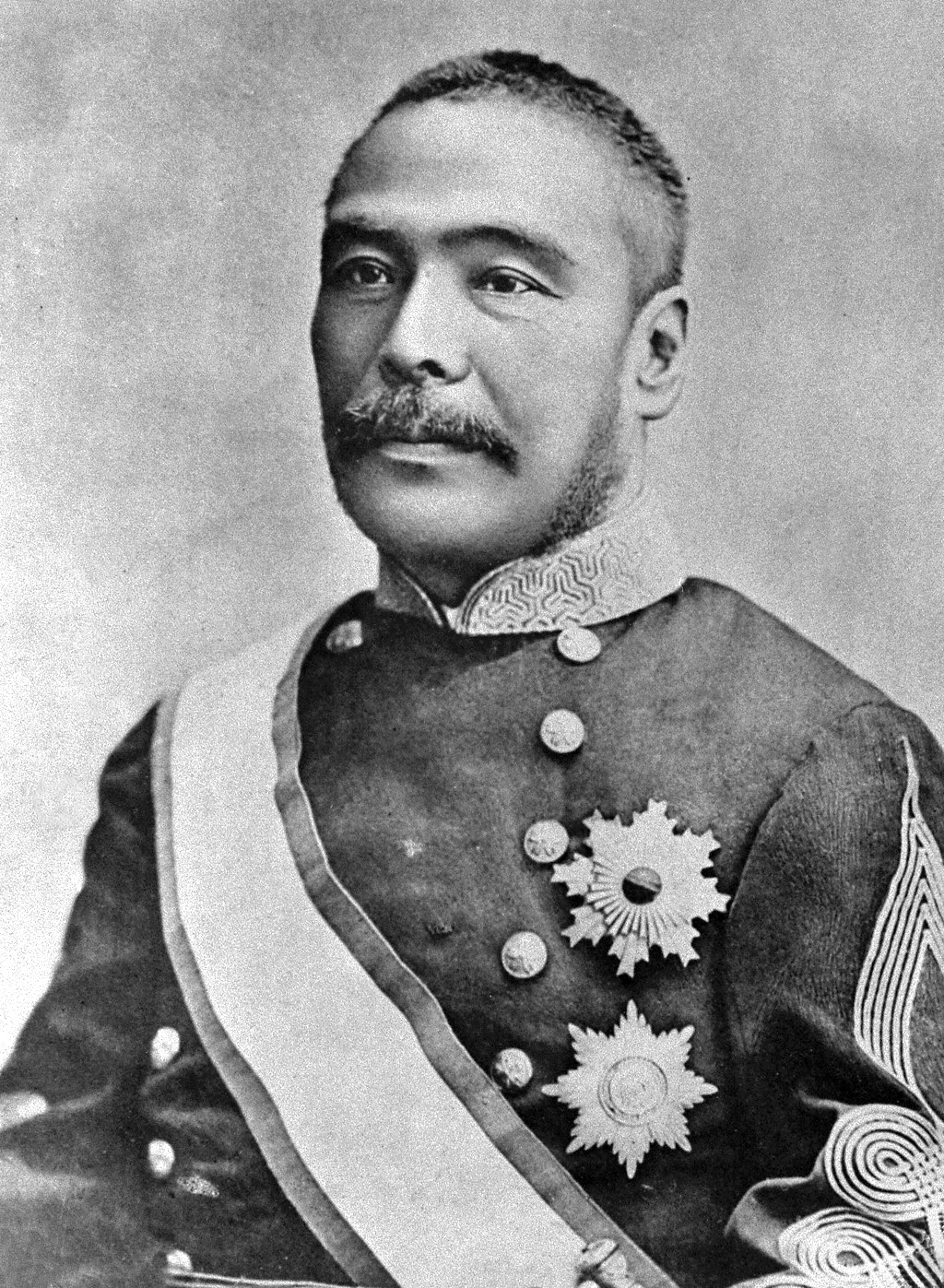
Kiyotaka Kuroda, der die Reise der Mädchen nach Amerika organisierte.

Im Dezember 1871, als sie 11 Jahre alt war, wurde Yamakawa als Teil der Iwakura-Mission zum Studieren in die Vereinigten Staaten geschickt. Yamakawa war eines von fünf Mädchen, die für zehn Jahre im Westen zum Wohl Japans studieren sollten. Danach sollte sie nach Japan zurückkehren, um ihr Wissen an andere Japanerinnen und ihre Kinder weiterzugeben, im Einklang mit der Meiji-Philosophie „Gute Ehefrau, kluge Mutter“ (良妻賢母). Die anderen Mädchen waren Yoshimasu Ryo (14 Jahre), Ueda Tei (14 Jahre), Nagai Shige (10 Jahre) und Tsuda Umeko (6 Jahre). Alle fünf stammten aus Samuraifamilien der Verliererseite des Boshin-Krieges. Die Initiative war ein „Lieblingsprojekt“ von Kiyotaka Kuroda, der zunächst keine Bewerber auf seine Anwerbungsversuche bekam, trotz großzügigem Finanzierungsangebot: Alle Lebenskosten der Mädchen würden für die Dekade bezahlt werden sowie ein großzügiges Stipendium. Als Antwort auf Kurodas zweiten Aufruf bewarb Yamakawas ältester Bruder Hiroshi, der als Kopf der Familie agierte, seine Schwester. Hiroshi kannte Kuroda, da sein und Yamakawas Bruder Kenjirō im Januar 1871 mit Kurodas Unterstützung Japan für seine eigene Ausbildung in Amerika verlassen hatte. Hiroshi schlug sie möglicherweise wegen ihres unabhängigen Geistes und ihrer akademischen Stärken vor oder aber einfach aus finanzieller Notwendigkeit. Die fünf ausgewählten Mädchen waren die einzigen Bewerber.
Zu dieser Zeit änderte Yamakawas Mutter den Vornamen ihrer Tochter von Sakiko (咲子, „kleine Blüte“) zu Sutematsu (捨松). Die Bedeutung des neuen Namens könnte Enttäuschung andeuten, dass Yamakawa aus Japan weggeschickt wurde, dabei bedeutet das erste Kanji 捨 sute „wegwerfen“ / „im Stich lassen“ / „aufgeben“, als wäre Yamakawa weggeworfen worden. Der Name könnte jedoch auch eine Hoffnung andeuten: 松 matsu „Kiefer“ ist einer der Drei Freunde der kalten Jahreszeit, die sogar unter harten Bedingungen gedeihen, und es klingt wie 待つ matsu („warten“), was andeutet, dass ihre Mutter sie an die Regierung „aufgab“, während sie auf ihre sichere Heimkehr wartete.

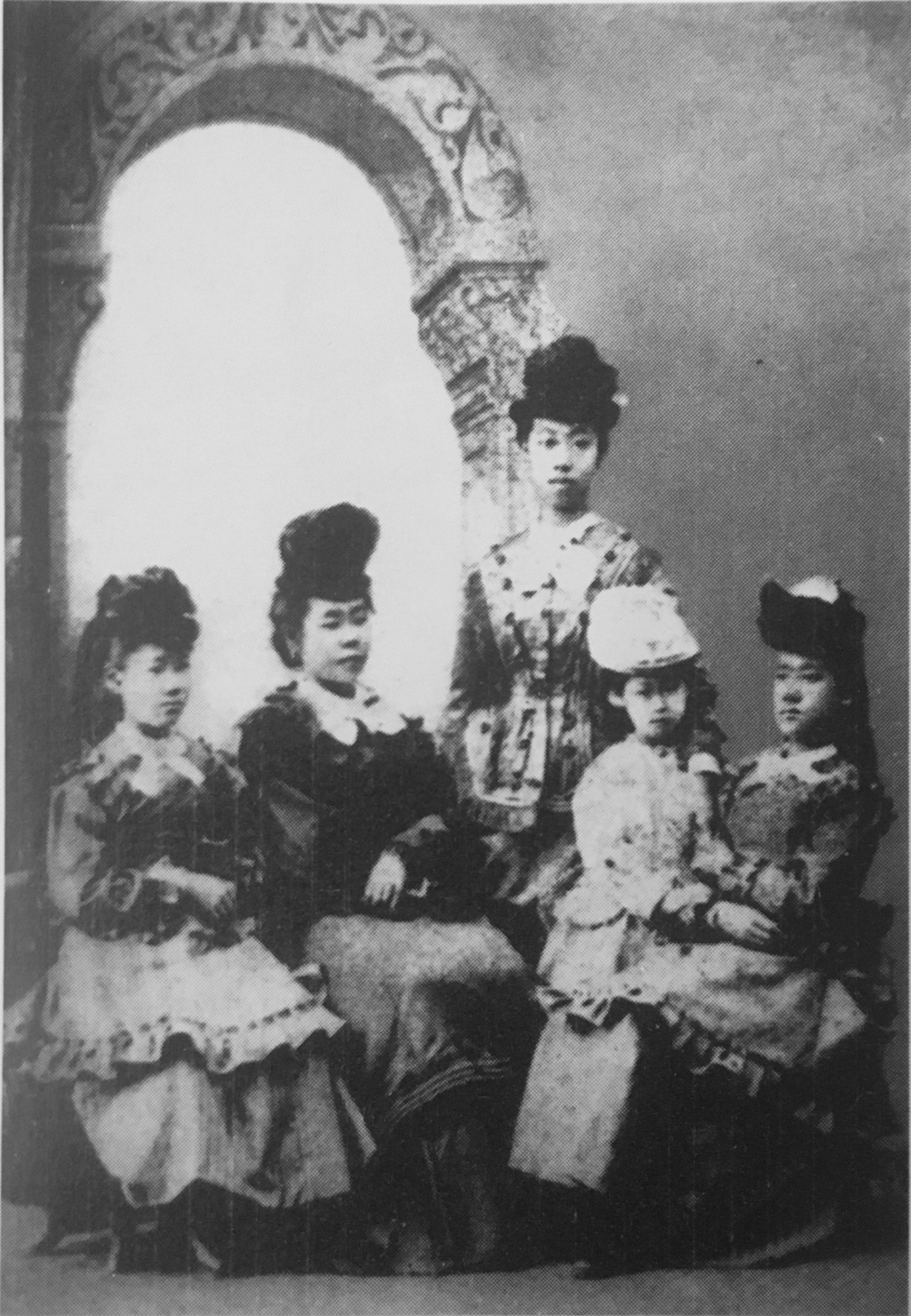
Nagai Shige (10 Jahre), Ueda Tei (14), Yoshimasu Ryo (14), Tsuda Ume (6) und Yamakawa Sutematsu (11), in Chicago, das erste Mal westliche Kleidung tragend.

Bevor sie Japan verließen, bekamen Yamakawa und die anderen als erste Mädchen aus dem Samurai-Stand eine Audienz bei Kaiserin Shōken am 9. November 1871. Sie reisten mit dem Rest der Iwakura-Mission am 23. Dezember 1871 an Bord des Dampfschiffs America ab, begleitet von Elida DeLong, der Ehefrau des amerikanischen Diplomaten Charles E. DeLong, die jedoch kein Japanisch sprach. Nach einer beschwerlichen Reise erreichten sie San Francisco am 15. Januar 1872. Yamakawa und die anderen Mädchen verbrachten zwei Wochen größtenteils allein in ihrem Hotelzimmer, waren jedoch Thema intensiver Zeitungsberichterstattung. Die Amerikaner schrieben ihren Namen typischerweise als Stemats Yamagawa, und bezeichneten sie und die anderen Mädchen als „Japanese princesses“. Nach zwei Wochen in San Francisco machte sich die Iwakura-Mission auf eine einmonatige Zugreise quer durch das Land, bis sie am 29. Februar in Washington, D.C. ankamen, wo Charles Lanman, der für Arinori Mori arbeitete, die Obhut über die Mädchen übernahm. Yamakawa lebte kurze Zeit mit Mrs. Lanmans Schwester, Mrs. Hepburn, bevor im Mai 1872 alle fünf Mädchen in ihr eigenes Haus mit einer Gouvernante umzogen, um Englisch und Klavierspielen zu lernen.

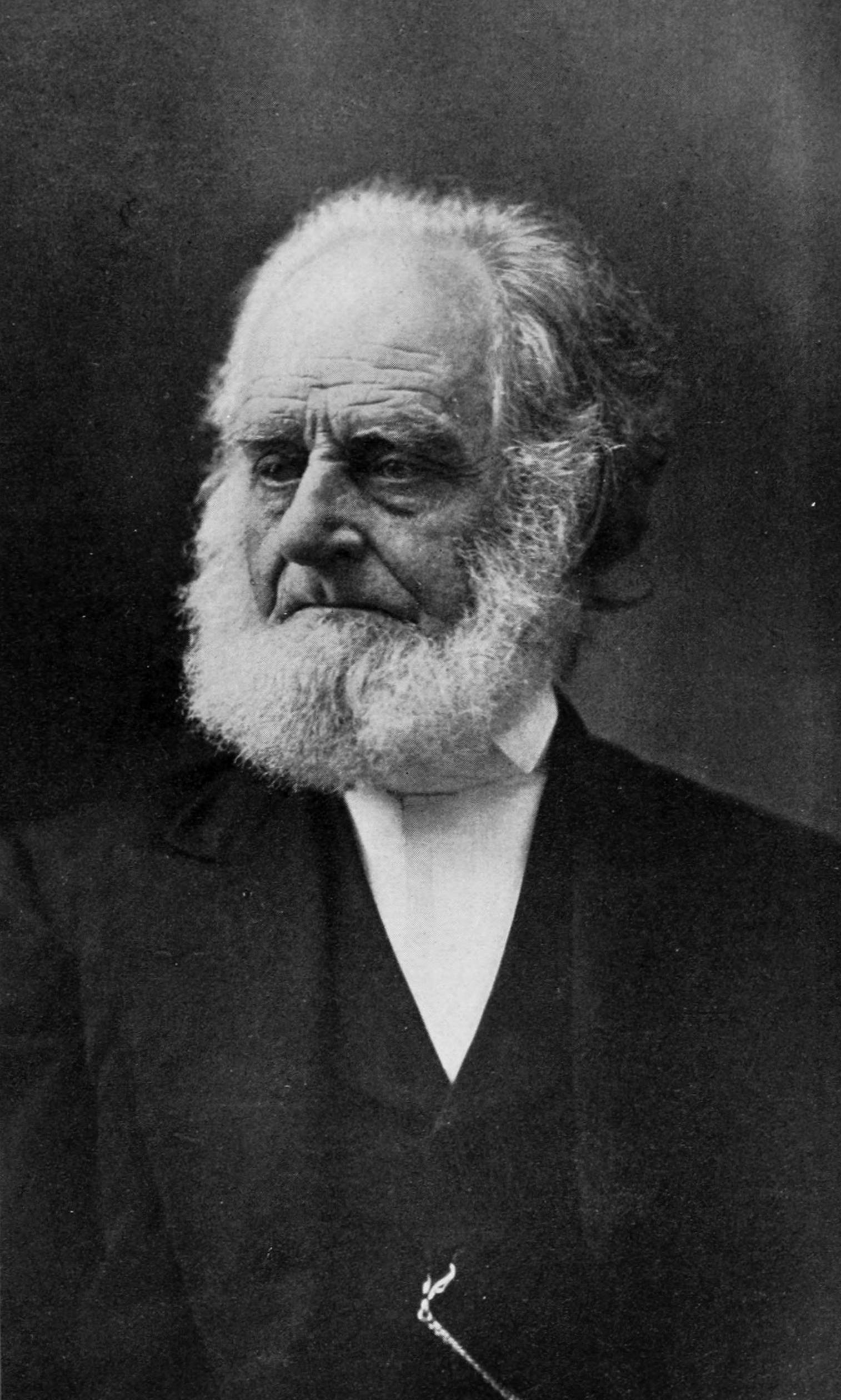
Leonard Bacon, der als Yamakawas Adoptivvater während ihrer 10 Jahre in Amerika agierte.

Ab Oktober jedoch waren sie getrennt: Yoshimasu und Ueda kehrten nach Japan zurück, Tsuda zog bei den Lanmans ein, und am 31. Oktober 1872 wurden Nagai und Yamakawa nach New Haven, Connecticut gebracht. In New Haven studierte Yamakawas älterer Bruder Kenjirō an der Yale University. Um sicherzustellen, dass Nagai und Yamakawa ihr Englisch übten, wurden sie in getrennte Haushalte gesteckt, Nagai lebte mit dem Pastor John S. C. Abbott und Yamakawa mit dem Pastor Leonard Bacon. Yamakawa verbrachte die nächsten zehn Jahre als Teil der Familie Bacon und freundete sich besonders eng mit der jüngsten Tochter von vierzehn Kindern, Alice Mabel Bacon, an. Vermutlich durch Bacons Einfluss konvertierte Yamakawa zum Christentum.
Yamakawa ging zusammen mit Alice Bacon zur Grove Hall Seminary, einer Grundschule für Mädchen. 1875 bestand Yamakawa die Eintrittsprüfung für Hillhouse High School, einer prestigeträchtigen öffentlichen Schule und begann dort ihre Ausbildung. Sie besuchte 1876 die Centennial Exposition in Philadelphia zusammen mit Nagai und Tsuda, bei einem seltenen Wiedertreffen. Im April 1877 schloss Yamakawa die Hillhouse High School ab.

### Vassar College

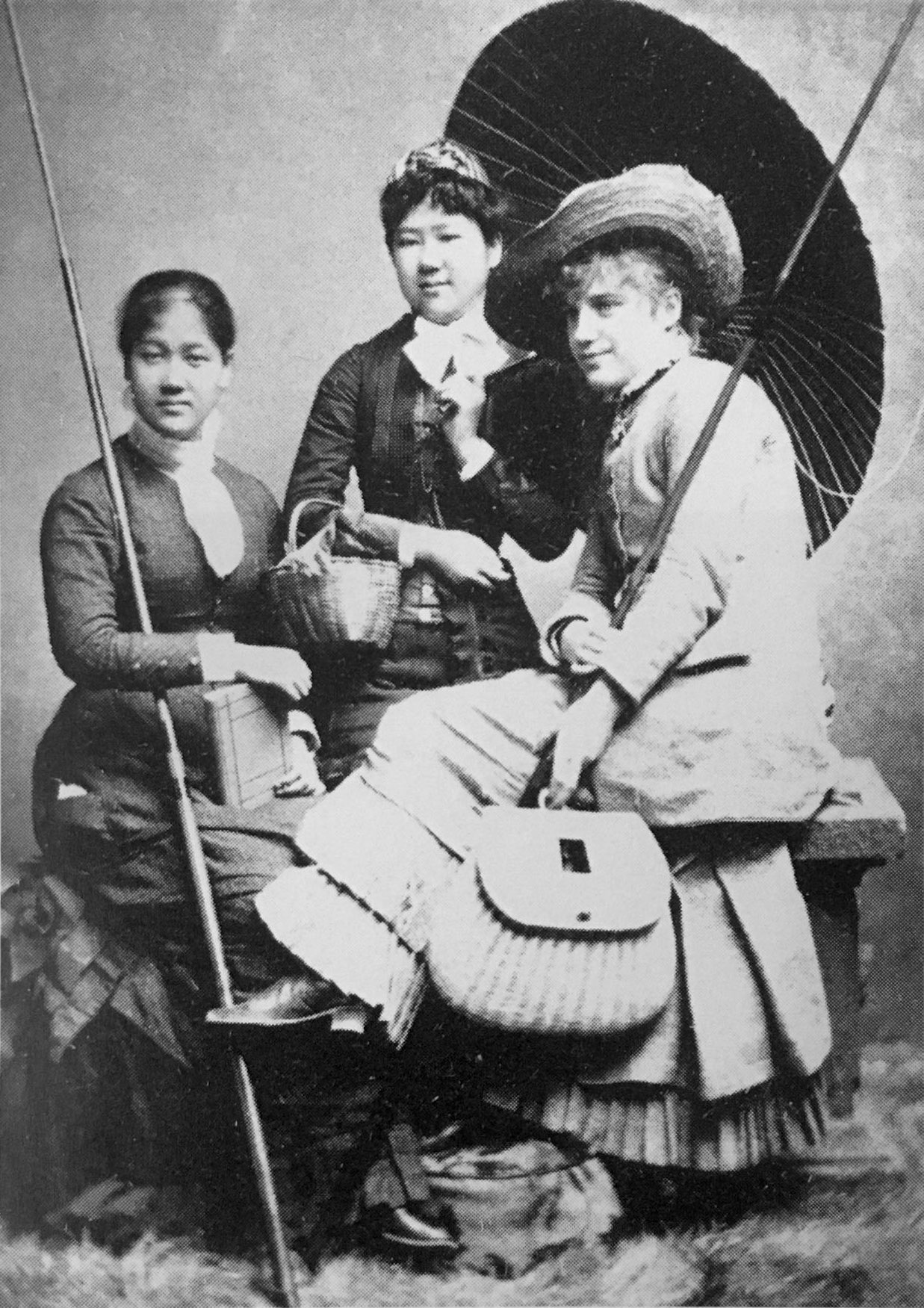
Yamakawa Sutematsu, Nagai Shige und ihre Freundin von Vassar Martha Sharpe.

Yamakawa begann ihr Studium am Vassar College im September 1878, dem 14. Jahr seit Gründung des noch neuen Frauencollege. Zu ihrem Bedauern konnten es sich die Bacons nicht leisten Alice zum College zu schicken, allerdings wurde Yamakawa dort mit Nagai wiedervereint. Beide waren die ersten nicht weißen Studentinnen des College, und die ersten Japanerinnen überhaupt, die sich auf einem College einschrieben. Nagai schreib sich in der Musikabteilung ein, während Yamakawa ein volles, vier Jahre dauerndes Bachelorstudium verfolgte.
Während der Studienzeit begann Yamakawa ihren Namen als Stematz Yamakawa zu schreiben und verwendete die amerikanische Namensreihenfolge und eine Schreibweise, die der Aussprache ihres Namens entsprach. Ihre Lehrer umfassten unter anderem Henry Van Ingen und Maria Mitchell. Während ihrer Zeit in Vassar nahm sie Unterricht in Latein, Deutsch, Griechisch, Mathe, Naturgeschichte, Komposition, Literatur, Zeichnen, Chemie, Geologie, Geschichte und Philosophie. Sie erlernte außerdem Schach und Whist. Yamakawa war eine reservierte und ambitionierte Studentin, deren Noten mit die höchsten in ihrer Klasse waren. Sie war auch beliebt bei ihren Klassenkameraden. Um diese Zeit zog Yamakawas Schwester Misao von Japan nach Russland; Misao schrieb auf Französisch Briefe an Yamakawa, die ihre Klassenkameraden übersetzten und ihr bei der Antwort halfen. Yamakawa wurde zur Klassensprecherin für 1879 gewählt und eingeladen dem Literaturklub der Shakespeare Society beizutreten, was für „Studenten mit beeindruckendem Intellekt“ vorbehalten war. Im Jahr 1880 war sie eine Ordnerin für die Feier anlässlich des Gründungstags des College. Im Juni 1881 kehrte Nagai zurück nach Japan. Die Zehnjahresperiode der Ausbildungsmission der Mädchen war vorüber, aber Yamakawa verlängerte ihren Aufenthalt, um ihr Studium abzuschließen. In ihrem Abschlussjahr wurde sie zur Präsidentin der Philalethean Society ernannt, der größten sozialen Organisation von Vassar.
Yamakawa schloss ihr Studium am Vassar College am 14. Juni 1882 mit einem Bachelor magna cum laude ab. Ihre Bachelorarbeit behandelte die „Britische Außenpolitik gegenüber Japan“ und sie wurde ausgewählt eine Eröffnungsansprache für die Abschlussfeier zu halten. Nach ihrem Abschluss lernte Yamakawa Krankenpflege an der Connecticut Training School For Nurses in New Haven von Juli bis August. Sie und Tsuda (, die ihren Aufenthalt verlängert hatte, um ihren Highschoolabschluss zu erhalten,) reisten schließlich im Oktober 1882 nach Japan ab. Sie fuhren mit dem Zug nach San Francisco, wo sie am 31. Oktober auf dem Dampfschiff Arabic an Bord gingen. Nach einer ungemütlichen dreiwöchigen Reise über den Pazifik, kam Yamakawa am 20. November 1882 in Yokohama an.

## Heirat und Familie

### Heiratsanträge

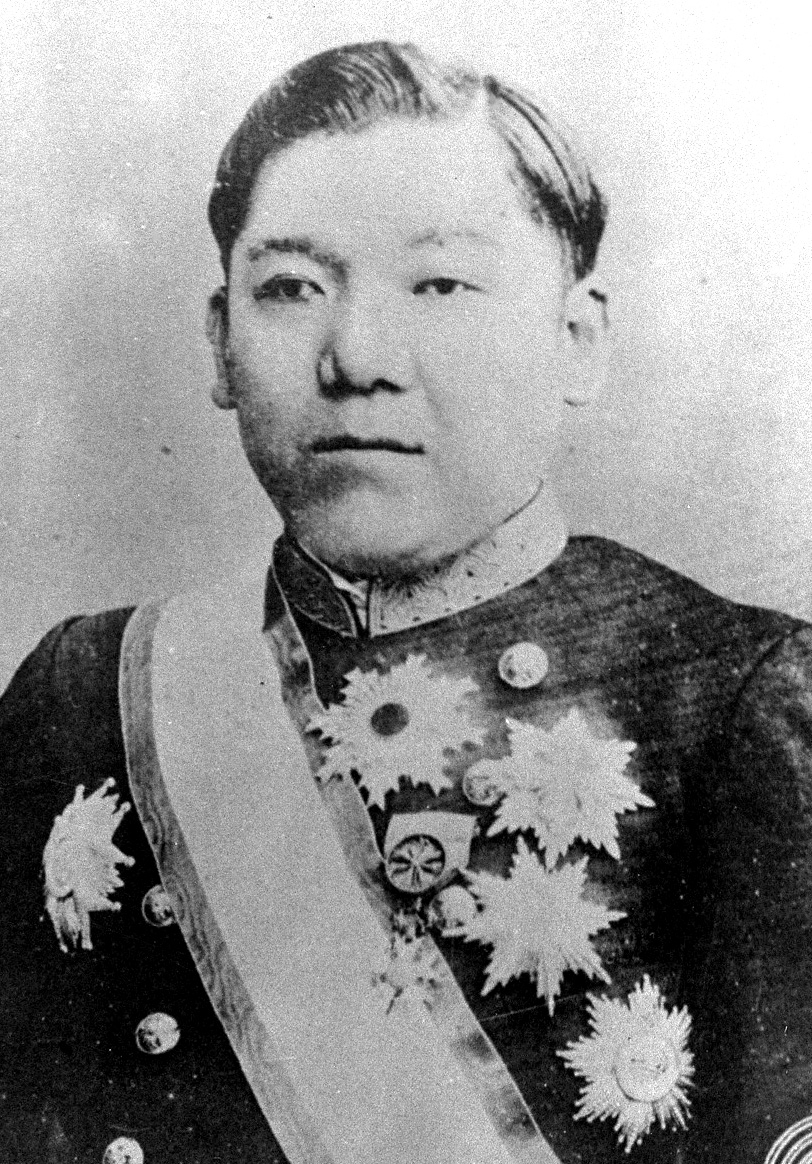
Ōyama Iwao im mittleren Alter.

Zurück in Japan suchte Yamakawa nach Arbeit im Bildungswesen oder der Regierung, jedoch waren ihre Möglichkeiten begrenzt, vor allem da sie Japanisch weder lesen noch schreiben konnte. Yamakawa drückte in ihren Briefen aus dieser Zeit zunächst einen Entschluss aus ledig zu bleiben und ein intellektuelles Leben zu erstreben und lehnte mindestens drei Heiratsanträge ab. Als sie jedoch darum rang Arbeit zu finden, schrieb sie, dass für die japanische Kultur eine Heirat nötig sei und zog ihre Heiratsanträge ernster in Betracht.
Im Januar 1882 schrieb Yamakawa an Alice Bacon, dass einer der Heiratsanträge, den sie abgelehnt hatte, von jemandem stammte, den sie möglicherweise für Geld und seine Stellung geheiratet hätte, jedoch hätte sie der Versuchung widerstanden. Später gab sie preis, dass es sich bei dem Genannten um Ōyama Iwao handelte. Zu jener Zeit war Ōyama 40 Jahre alt, mit drei jungen Töchtern aus einer ersten Ehe mit einer Frau, die gerade im Kindsbett gestorben war. Er war zudem ein wohlhabender und bedeutender General in der Kaiserlich Japanischen Armee, der für drei Jahre in Europa gelebt hatte, Französisch sprach, und eine intelligente und kosmopolitische Frau suchte. Als ein ehemaliger Gefolgsmann der Satsuma, beinhaltete sein Militärdienst auch die Artillerie während des Beschusses von Yamakawas Heimatort Wakamatsu. Später scherzte er gerne, dass Yamakawa die Patrone herstellte, die ihn während der Schlacht traf.
Im Februar 1882 spielte Yamakawa Portia in einer Amateur-Aufführung der letzten zwei Akte von Der Kaufmann von Venedig auf einer großen Party, was Iwao dazu veranlasste seinen Heiratsantrag zu wiederholen. Dieses Mal sendete er eine formale Anfrage an ihre Brüder, die schockiert reagierten. Sie wiesen ihn sofort an Yamakawas statt zurück, da er als Gefolgsmann der Satsuma ein Feind von Yamakawas aus Aizu stammender Familie war. Nach mehreren persönlichen Besuchen von Tsugumichi Saigo, einem hochrangigen Anführer der Satsuma, ließen sich Yamakawas Brüder überreden sie selbst entscheiden zu lassen. Im April 1882 entschied sich Yamakawa den Heiratsantrag anzunehmen.

### Ehe mit Ōyama Iwao

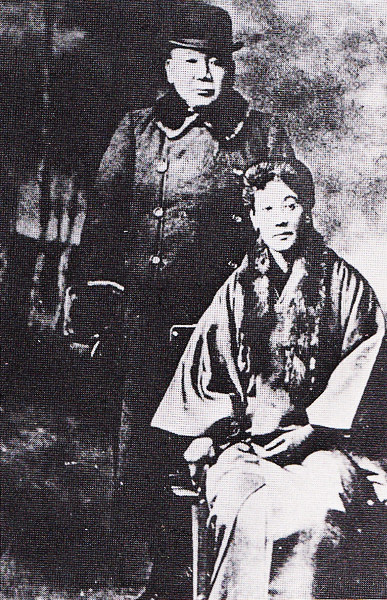
Ōyama Iwao und Ōyama Sutematsu in ihren späteren Jahren

Beide heirateten am 8. November 1883 in einer Zeremonie im kleinen Rahmen. Während ihrer Ehe war Yamakawa als Ōyama Sutematsu oder Madame Ōyama bekannt.
Ōyama Iwao verließ Japan Anfang 1884, um preußische Militärstrukturen zu lernen, sodass Ōyama Sutematsu von den sozialen Verpflichtungen als Ehefrau eines Ministers für das Jahr befreit war. Im Juli 1884 wurden sie durch die Neueinteilung des Japanischen Erbadels Graf (伯爵 Hakushaku) und Gräfin Ōyama. Ōyama Iwao verließ Japan 1894 erneut als Oberbefehlshaber der 2. Armee im Ersten Japanisch-Chinesischen Krieg. Als der Krieg acht Monate später beendet war, schrieb die amerikanische Presse Ōyama Sutematsus Einfluss für die Überlegenheit Japans über China zu. Nach dem Krieg wurde Ōyama Iwao befördert und das Paar wurde Markgraf und Markgräfin Ōyama. Ōyama Iwao diente erneut im 1904 beginnenden Russisch-Japanischen Krieg, in welchem er Truppen in der Mandschurei befehligte. Am Ende des Krieges 1905 wurde er in den Adelsrang des Fürsten erhoben und Ōyama Sutematsu erhielt den Titel einer Fürstin (engl. princess). 1915 waren die Ōyamas Gäste der Thronbesteigung von Kaiser Taishō und erhielten eine Gedenkplakette.
Während Ōyamas Ehe hatten sie zwei Töchter, Hisako (geboren im November 1884, später Baronin Ida Hisako) und Nagako (frühgeboren 1887 und wurde nur zwei Tage alt), sowie zwei Söhne, Takashi (Winter 1886 – April 1908) und Kashiwa (geboren im Juni 1889). Ōyama Sutematsu war auch die Stiefmutter von Ōyama Iwaos drei Töchtern aus erster Ehe (c. 1876 – Mai 1896) und zwei jüngerer Mädchen. Obwohl Ōyama Sutematsu nicht aus Liebe Ōyama Iwaos Heiratsantrag annahm, wird ihre Ehe in der Biographie von Janice P. Nimura als „ungewöhnlich glücklich“ bezeichnet, mit Ōyama Sutematsu als intellektuell Gleichgestellte und Unterstützerin ihres Ehemanns.

### Darstellung im RomanDer Gackelkuckuck
Anfang 1898 wurde eine Tragödie in Ōyamas Haus Thema eines Bestseller-Romans in welchem Ōyama als böse Stiefmutter dargestellt wurde. Der Roman des Autors Kenjirō Tokutomi Hototogisu (不如帰, dt. „Gackelkuckuck“) unter dem Pseudonym Rōka Tokutomi geschrieben, basiert auf der Ehe und dem Tod von Ōyama Nobuko, einer von Ōyama Iwaos Töchtern mit seiner ersten Ehefrau. Ōyama Nobuko heiratete Mishima Yatarō 1893 in einer Liebesheirat, die auch zwei mächtige Familien vereinte. Im Winter nach ihrer Heirat erkrankte Nobuko jedoch an Tuberkulose. Mishimas Mutter bestand, obwohl ihr Sohn es für falsch hielt, darauf, dass er sich von ihr scheiden lässt, da Nobuko nicht mehr gesund genug sein würde, um den Erben zu gebären, der von ihm als einzigen Sohn erwartet wurde. Während Nobuko auf dem Land gepflegt wurde, stimmten ihre Eltern einer Scheidung zu und die Ehe wurde im Herbst 1895 aufgelöst. Nobuko wurde zurück in das Haus ihrer Eltern in Tokio gebracht, wo sie einen neuen Flügel ihres Hauses für sie bauten, um die Übertragung der Krankheit zu verhindern. Ōyama Sutematsu war Gegenstand von negativem Klatsch, da sie ihre Stieftochter isolierte, was als strafende Verbannung angesehen wurde. Nobuko starb im Mai 1896 im Alter von zwanzig Jahren.
Tokutomi veröffentlichte seine auf diesen Ereignissen basierende Geschichte in der Zeitung Kokumin shinbun von November 1898 bis Mai 1899. Er überarbeitete die Geschichte und veröffentlichte sie 1900 als eigenständiges Buch. Sie wurde zu einem der erfolgreichsten Romane der damaligen Zeit, der in vielen sozialen Gruppen wegen seiner eleganten Sprache und seinen zu Tränen rührenden Szenen beliebt war. Der Roman wird „häufig als ein Roman angesehen, der gegen die Schikanierung von Frauen protestiert, insbesondere gegen die Schikanierung junger Bräute“ im als Ie bekannten Familiensystem der Meiji-Zeit. Bei der Darstellung dieser Moral stellt der Roman das junge Paar in idealisierten Begriffen dar und ist mäßig sympathisch gegenüber der Figur, die auf Ōyama Iwao basiert, dämonisiert jedoch die Charaktere, die auf Mishimas Mutter und Ōyama Sutematsu basieren. Ōyama Sutematsus Charakter wird als eifersüchtig auf ihre eigene Stieftochter und als korrumpierender westlicher Einfluss in ihrer Familie dargestellt.

## Förderung der Frauenbildung und der Krankenpflege

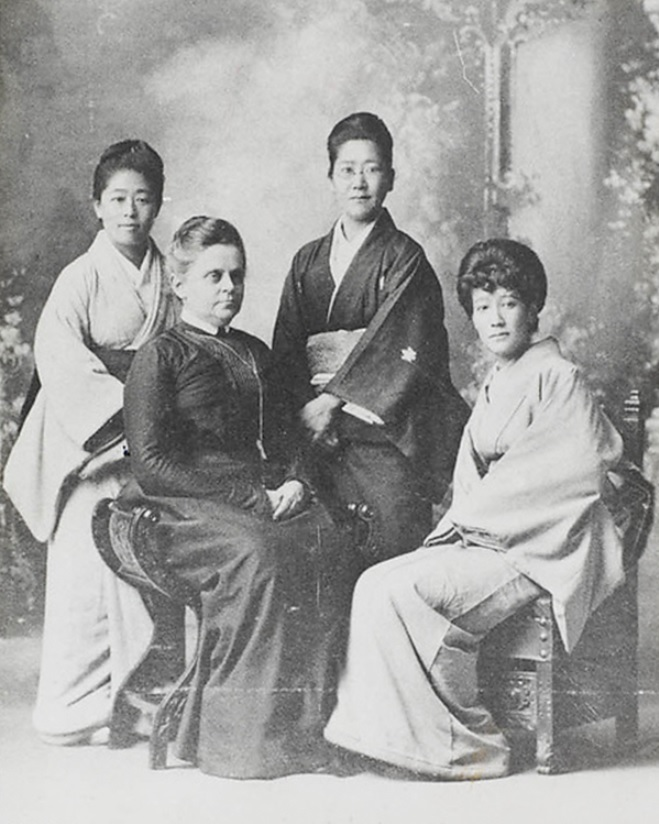
Tsuda Ume, Alice Mabel Bacon, Uryū Shige und Ōyama Sutematsu (von links nach rechts), c. 1901.

Ōyama übernahm ihre Verantwortung als Ehefrau eines Regierungsbeamten und beriet die Kaiserin in westlichen Bräuchen mit dem offiziellen Titel „Ratgeber für die Verwestlichung am Hof“. Sie setzte sich auch für die Bildung von Frauen ein und ermutigte Japanerinnen aus der Oberschicht ehrenamtlich als Krankenpflegerinnen zu arbeiten. Sie war regelmäßig Gastgeberin für amerikanische Besucher, um die Japanisch-Amerikanischen Beziehungen zu fördern. Unter diesen waren Alice Bacon, die Geographin Ellen Churchill Semple und die Schriftstellerin Fannie Caldwell Macaulay. 1888 war Ōyama Thema negativer Berichte japanischer Konservativer und zog sich etwas aus dem öffentlichen Leben zurück. Positive Berichterstattung im Jahr 1895 zum Ende des Ersten Japanisch-Chinesischen Krieges, in dem ihr Ehemann militärische Erfolge hatte und sie als Philanthropin, brachte sie jedoch wieder in die Öffentlichkeit zurück.

### Bildung
Ōyama unterstützte Tsuda und Hirobumi Ito bei der Gründung der Peers' School in Tokio für Damen des Hochadels, die am 5. Oktober 1885 eröffnete. Sie wurde von Bildungsminister Arinori Mori beaufsichtigt, der sich oft mit den Mädchen der Iwakura-Mission getroffen hatte, während er in Amerika war. In den ersten Jahren war die Schule eine relativ konservative Einrichtung, in der aristoktratische Studenten in formaler Kleidung Japanisch, Chinesische Literatur, Englisch oder Französisch und Geschichte studierten, sowie weniger akademische Themen wie Moral, Kalligraphie, Zeichnen, Nähen, Teezeremonien, Blumensteckkunst, Haushaltsführung und Etikette. Von 1888 bis 1889 war Alice Bacon Englischlehrerin an der Schule. Zu diesem Zeitpunkt begann die Schule westliche Kleidung für die Studenten zu verlangen.
Im Jahr 1900 war Ōyama neben Bacon und Tsuda Ume Mitgründerin der Women's Home School of English (oder Joshi Eigaku Juku), um fortgeschrittene Studien und fortschrittliche westliche Ideale auf Englisch zu unterrichten. Während Tsuda und Bacon als Lehrer arbeiteten, diente Ōyama als Patronin der Schule. Zu dieser Zeit war die einzige andere Option für Frauen auf ein weiterführendes Studium die Höhere Normalschule für Frauen (Frauenuniversität Ochanomizu) in Tokio, die auf Japanisch unterrichtete und einen konservativeren Lehrplan hatte.

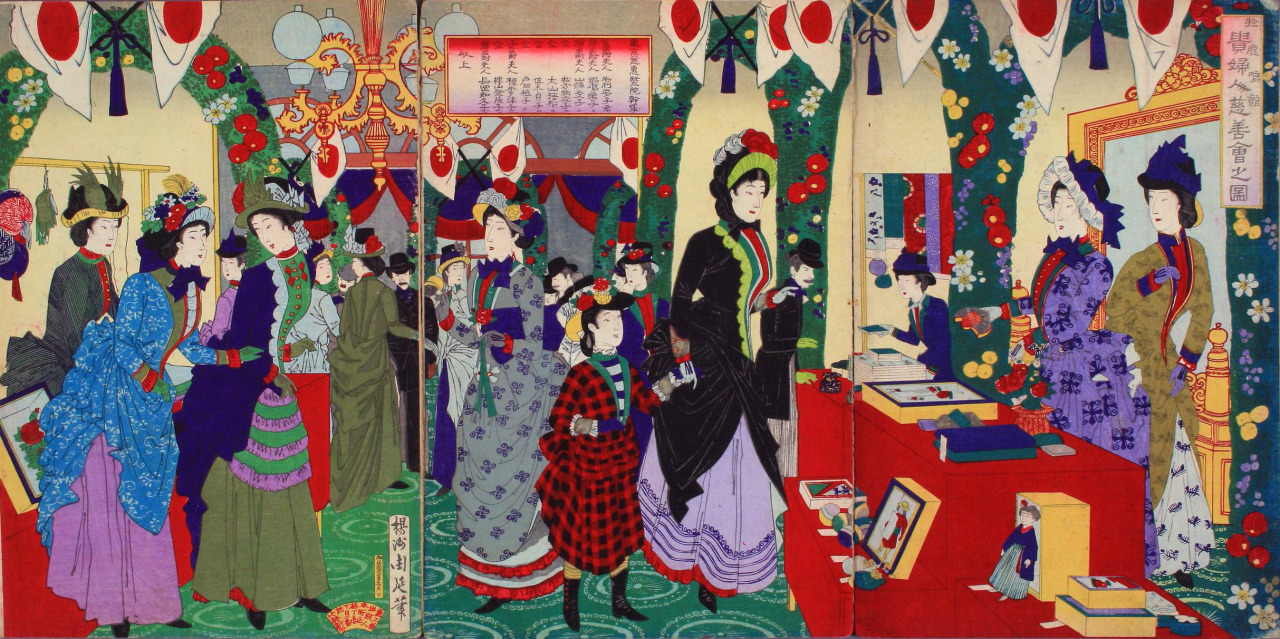
Gräfin Ōyama Sutematsu und ihre Tochter Ōyama Hisako beim ersten Spendenbasar für Takaki Kanehiros Wohltätigkeitskrankenhaus in Tokio (東京慈恵医院), 1887. Yamakawa diskutierte mit Takaki über die Gründung eines Ausbildungskurses und die Erhöhung der Zahl weiblicher Beschäftigter im Gesundheitswesen, die zur 慈恵看護専門学校 führte.

### Philanthropie
Ōyama förderte auch die Idee der Philanthropie (kein typischer Teil des aristokratischen Lebens in Japan) bei japanischen Frauen aus der Oberschicht. Im Jahr 1884 veranstaltete sie den ersten Wohltätigkeitsbasar in Japan und sammelte Geld für Tokios neues Wohltätigkeitskrankenhaus. Trotz Skepsis gegenüber dem Konzept in der japanischen Presse und Andeutungen, dass die Aktivität nicht damenhaft sei, war der Basar ein finanzieller Erfolg und wurde zu einer jährlichen Veranstaltung.
Neben der Förderung monetärer Wohltätigkeit war Ōyama in der freiwilligen Krankenpflege aktiv. Sie war Direktorin der Ladies Relief Association und der Ladies Volunteer Nursing Association, Präsidentin der Ladies Patriotic Association und Vorsitzende des Japanischen Roten Kreuzes. Bei Ausbruch des Ersten Chinesisch-Japanischen Krieges im Jahr 1894 bildete sie ein Komitee aus sechzig aristokratischen Damen, um Spenden und Vorräte für die Truppen zu sammeln. Ōyama selbst rollte während des Krieges Verbände für das Rote Kreuz und arbeitete erneut freiwillig als Krankenpflegerin während des Russisch-Japanischen Krieges von 1904 bis 1905.

## Tod
Nach Ōyama Iwaos Tod am 10. Dezember 1916 zog sich Ōyama Sutematsu vom öffentlichen Leben zurück, um ihren Ruhestand im Haus ihres Sohnes Kashiwa zu verbringen. Sie war während des Ersten Weltkriegs nicht mit dem Roten Kreuz involviert. Als die Spanische Grippe Anfang 1919 Tokio erreichte, schickte Ōyama ihre Familie aufs Land nach Nasushiobara, aber blieb selbst in Tokio, um die Joshi Eigaku Juku zu beaufsichtigen und einen Ersatzpräsidenten nach Tsudas Eintritt in den Ruhestand zu finden. Am 6. Februar erkrankte sie und starb am 18. Februar 1919 an einer Lungenentzündung.

## Galerie

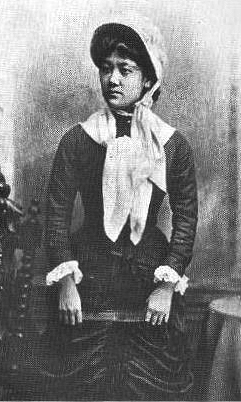
Yamakawa Sutematsu in Vassar
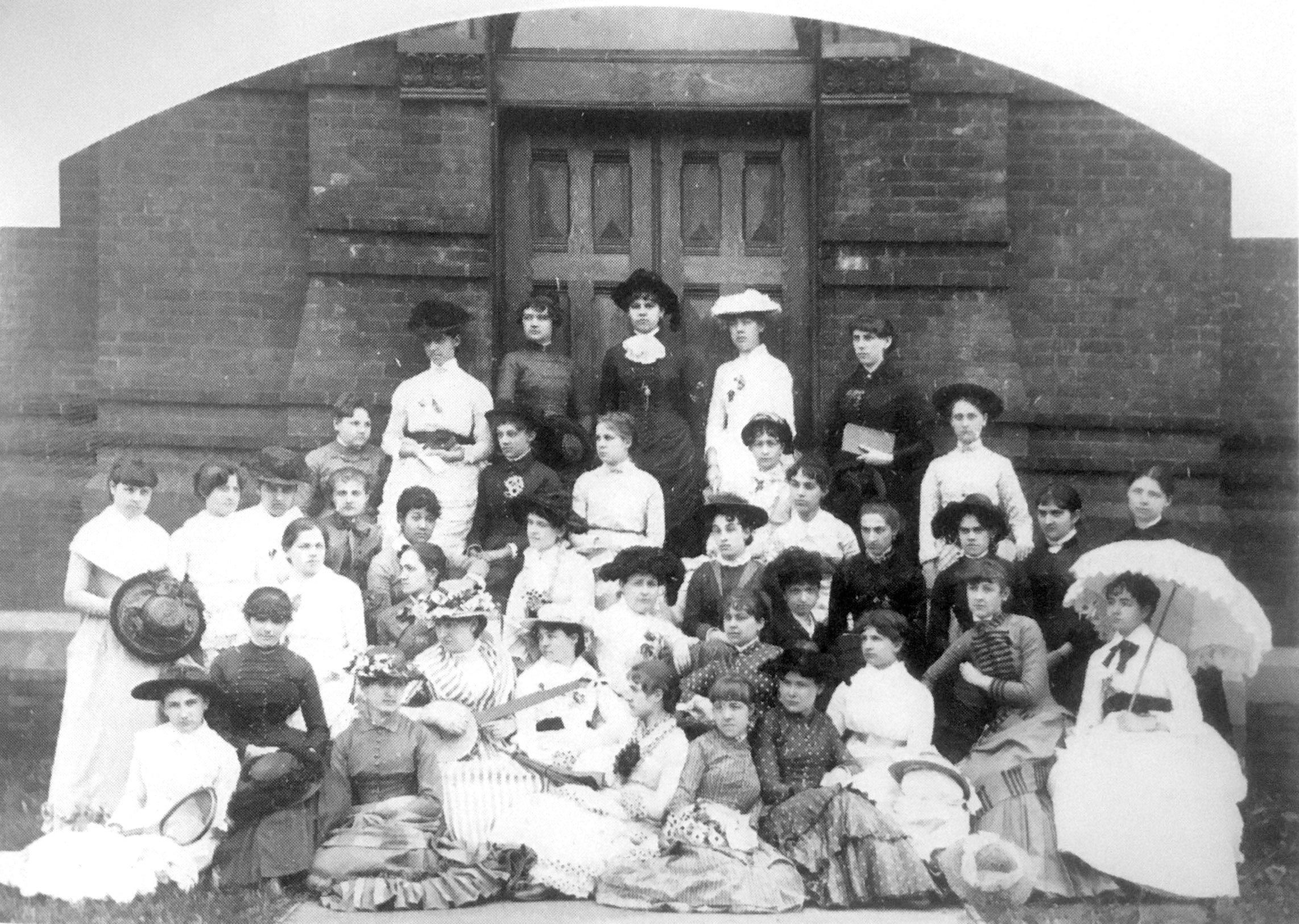
Vassar College, Klasse von 1882. Yamakawa Sutematsu ist in der dritten Reihe von hinten die fünfte von links.
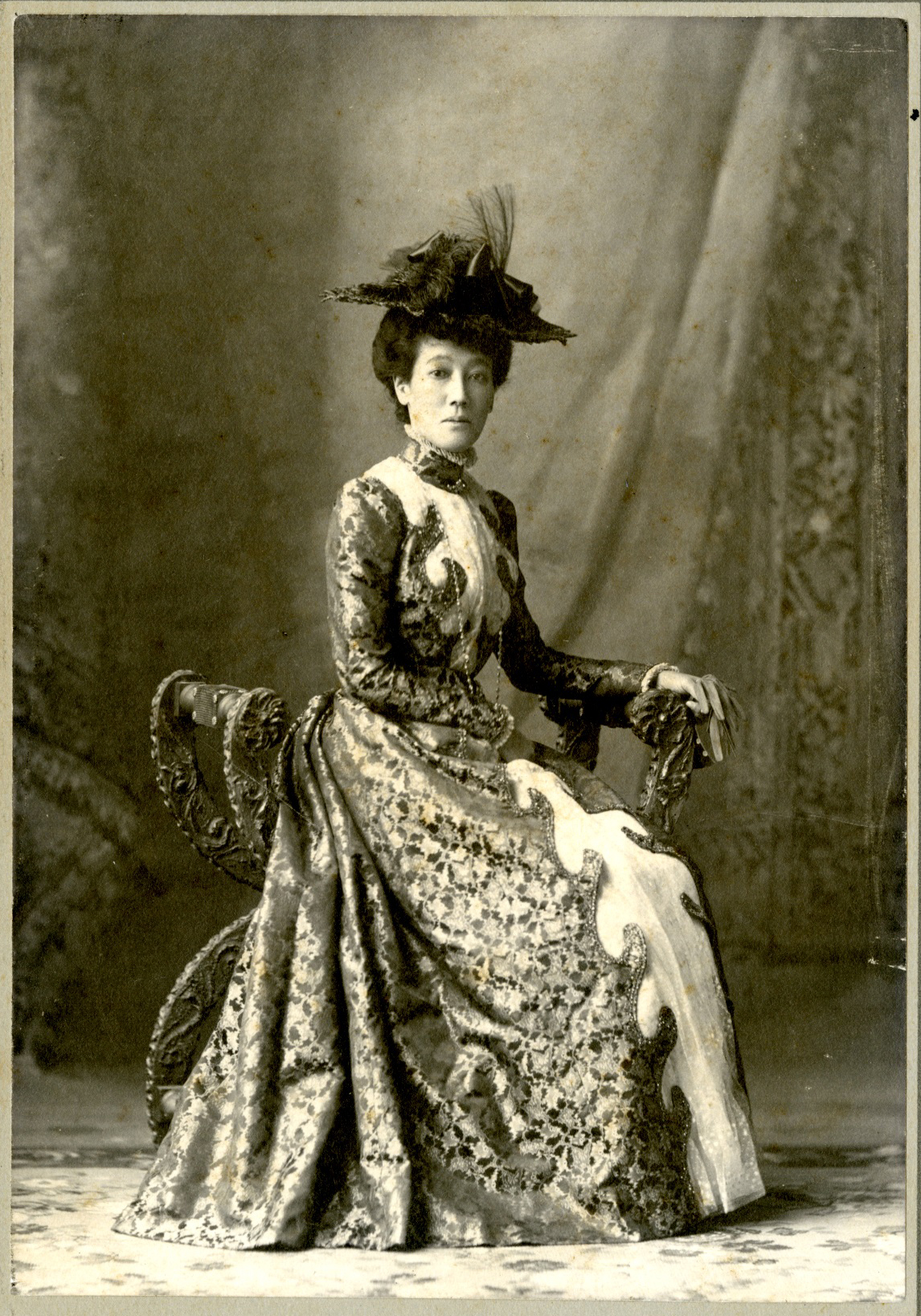
Markgräfin Ōyama, c. 1888
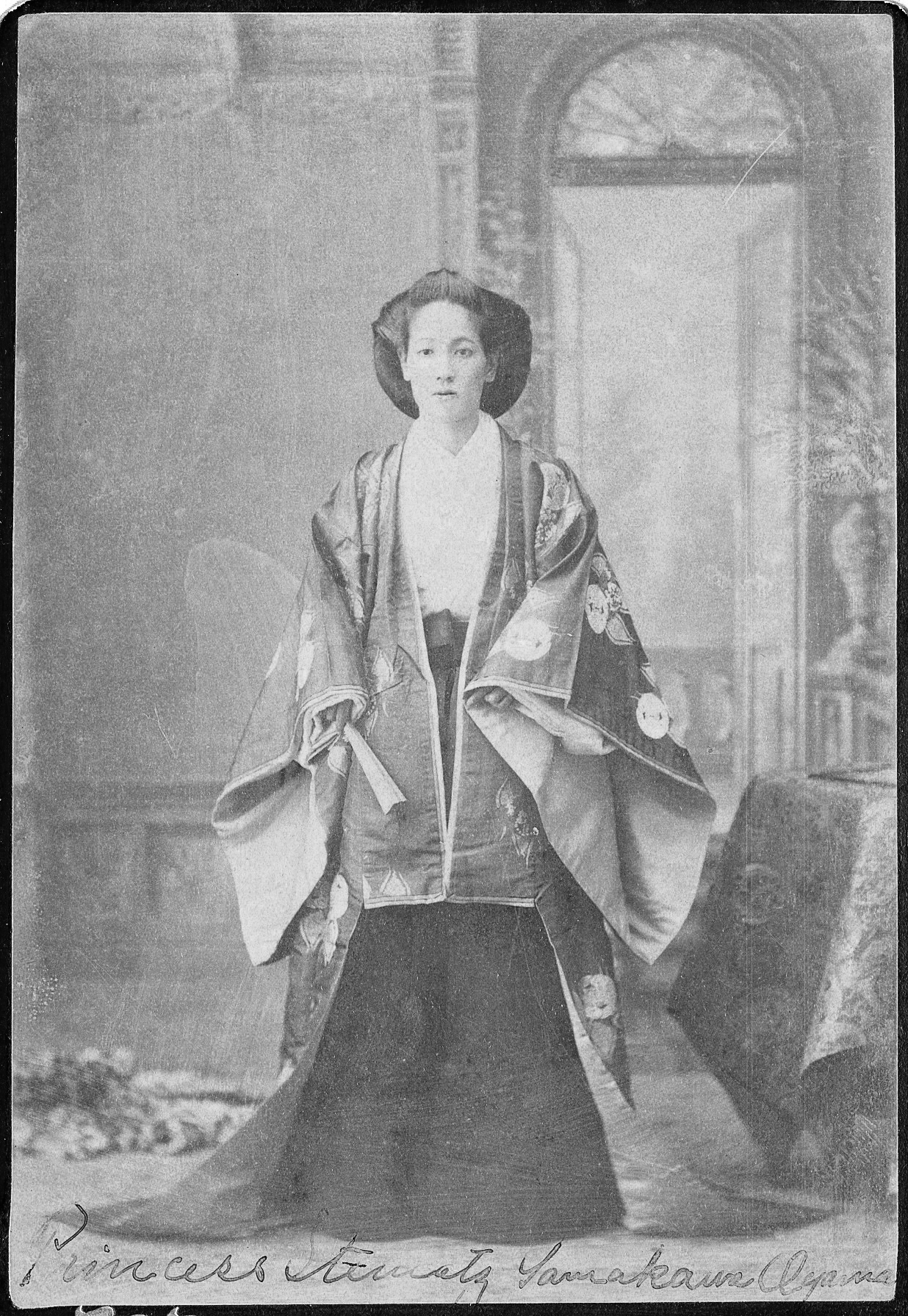
Ōyama Sutematsu in formaler Hofkleidung mit Kimono und Jūnihitoe
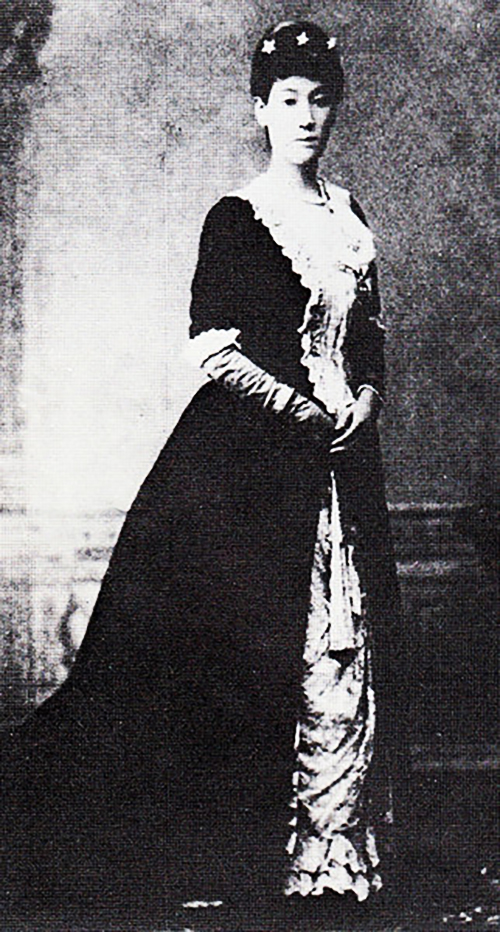
Ōyama Sutematsu im Abendkleid
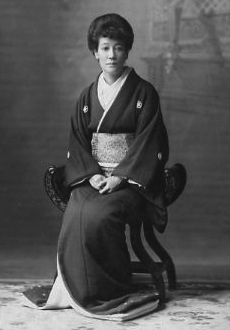
Ōyama Sutematsu in späteren Jahren

## Darstellungen in Film und Fernsehen
- 1982: Haikara-san (ハイカラさん) – NHK-Asadora
- 1984: Rokumeikan-monogatari (鹿鳴館物語, „Geschichte der Rokumeikan“) – Japanisches Fernsehen
- 1985: Haru no hatō (春の波涛, „Frühlings-Riesenwelle“) – NHK-Taiga-Dorama[97]
- 1986: Rokumeikan (鹿鳴館) – Kinofilm[98]
- 1988: Tsumatachi no Rokumeikan (妻たちの鹿鳴館, „Rokumeikan der Ehefrauen“) – TBS
- 1990: Rokumeikan no Kifujin (鹿鳴館の貴婦人, „Rokumeikans Damen“) – TV Asahi
- 1992: Mikado no Shukujo (ミカドの淑女, „Mikados Dame“) – TV Asahi
- 1997: Yakai no hate (夜会の果て, „Ende der Abendgesellschaft“) – NHK[99]
- 2013: Yae no Sakura (八重の桜, „Yaes Kirschblüte“) – NHK-Taiga-Dorama
- 2022: Tsuda Umeko – Ofuda ni natta ryūgakusei (津田梅子〜お札になった留学生〜)  – TV Asahi

## Belege

## Weiterführende Literatur
- Akiko Kuno: Unexpected Destinations: The Poignant Story of Japan's First Vassar Graduate. Hrsg.: Kodansha International. New York 1993.